# Gare centrale d'Uppsala
La gare centrale d'Uppsala (suédois: Uppsala centralstation) est une gare ferroviaire suédoise à Uppsala.

## Situation ferroviaire

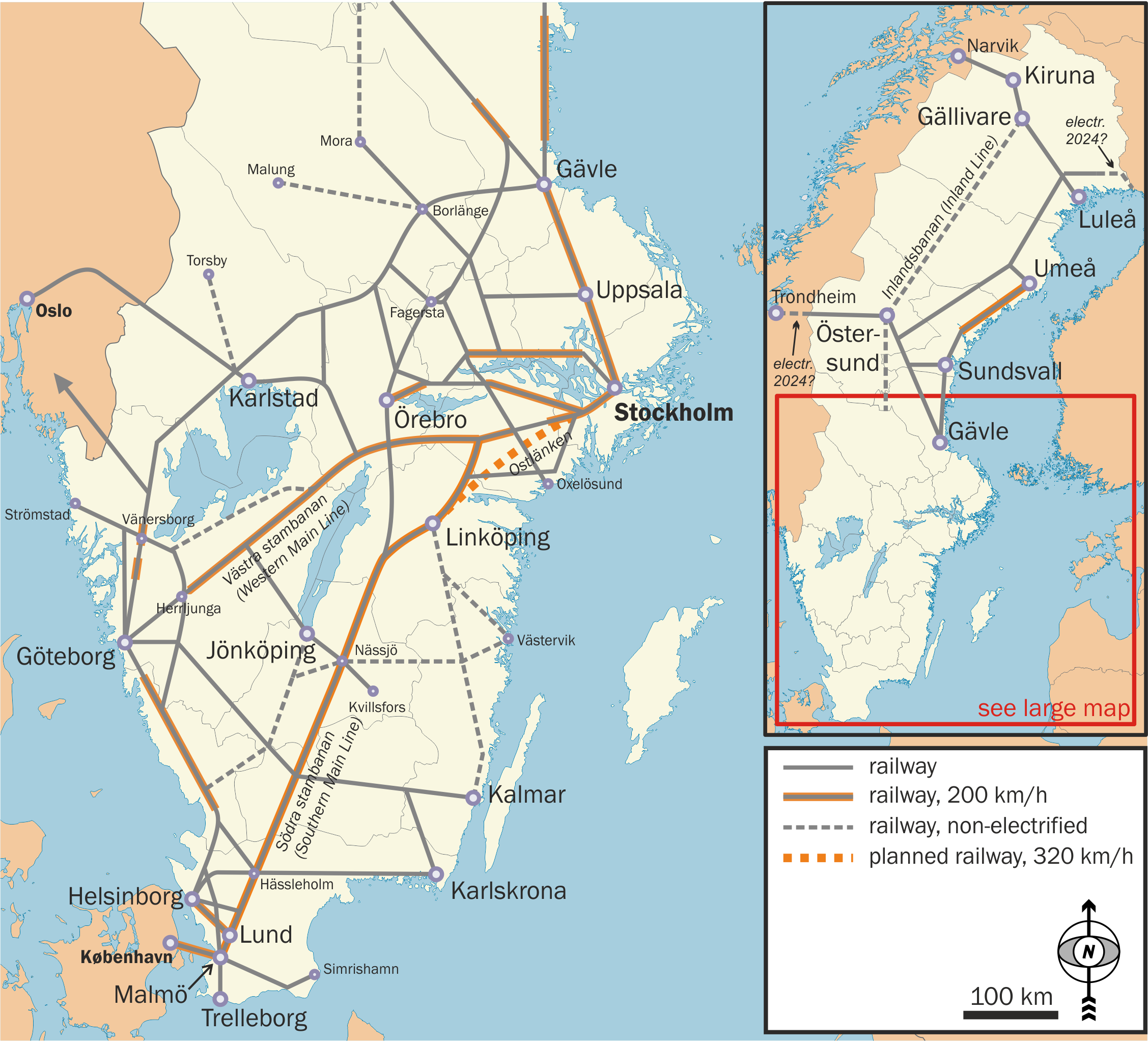
Carte montrant Uppsala sur les lignes ferroviaires suédoises.

## Histoire

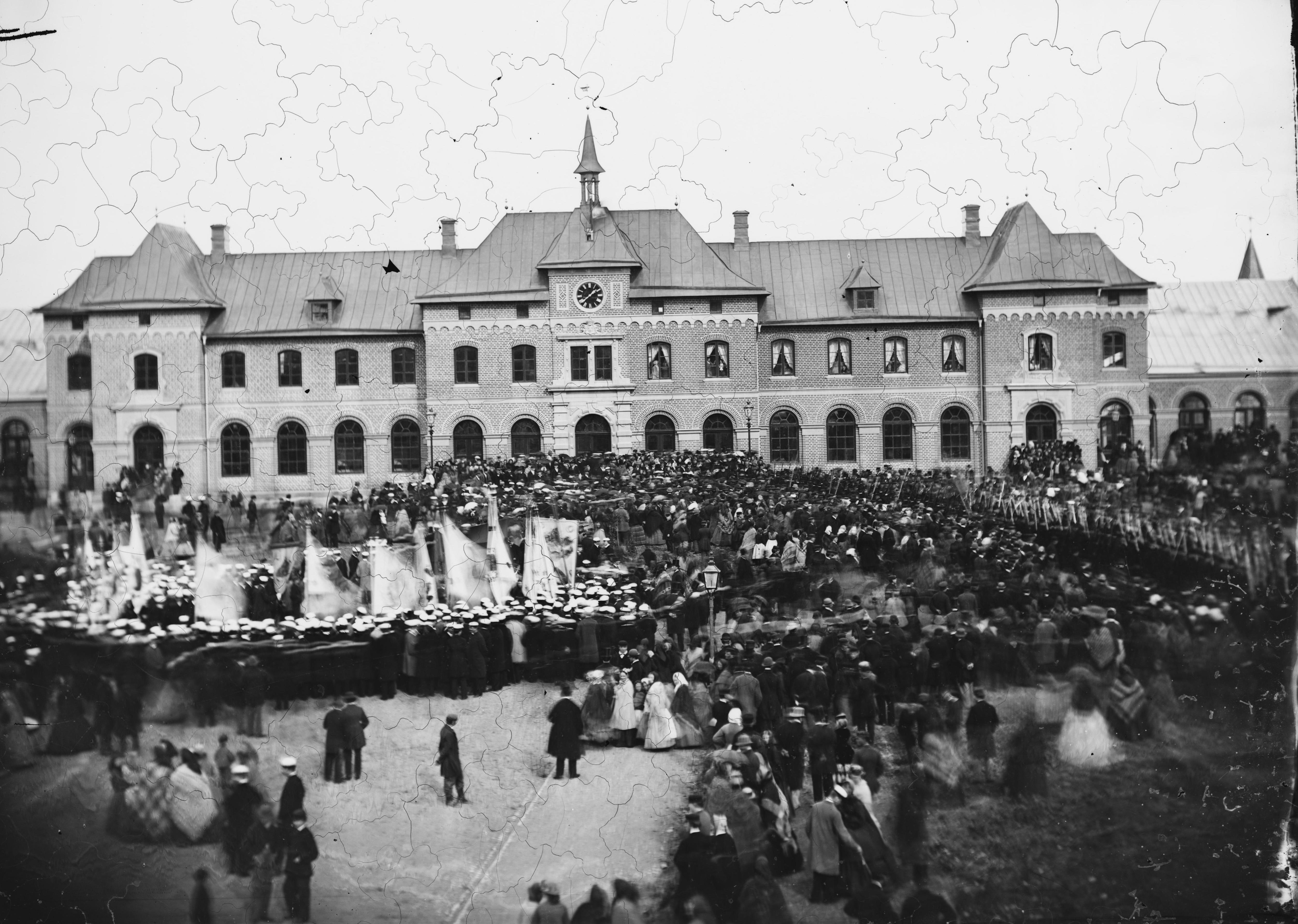
La gare avant 1924.

La partie centrale de cette gare a été érigée en 1866 d'après les dessins d’Adolf W Edelsvärds. En 1889, le bâtiment a été agrandi sur les deux extrémités. En 1918, une autre extension a été faite dans le cadre de changements majeurs au rez-de-chaussée de l'immeuble. Les années 1934-1935 verront une nouvelle rénovation radicale du rez-de-chaussée. Le bâtiment de la gare a été - avec l'appareillage - désigné monument historique en 1986.
La gare d'Uppsala compte un grand nombre de passagers.  Sur la base du nombre de passagers, cette gare est la deuxième la plus utilisée de la Suède après Stockholm. La gare s'utilise par de nombreux navetteurs qui se déplacent vers des emplois à Stockholm.